# Madiun
Madiun ist eine Stadt im westlichen Teil der Provinz Ostjava in Indonesien und ein landwirtschaftliches Zentrum.

## Geografie

### Lage
Madiun liegt 169 km südwestlich von Surabaya und 114 km östlich von Surakarta und hat eine Bevölkerung von über 200.000 Einwohnern. Die Stadt liegt im Durchschnitt 63 Meter über dem Meeresspiegel und am Fluss Madiun, einem Nebenfluss des Bengawan-Solo-Flusses. Das Munizipium ist von einer Reihe von Bergen umgeben, wie dem Gunung Wilis (2169 m) im Osten, im Süden die Kapur-Selatan-Kette (500–1000 m) und im Westen dem Gunung Lawu (3285 m). Madiun hat eine durchschnittliche Temperatur von 20 bis 35 Grad Celsius.

## Verwaltungsgliederung
Die Stadt Madiun ist verwaltungstechnisch in drei Distrikte (Kecamatan) aufgeteilt: Kartohajo (55.458 Einw.), Manguharjo (59.998), Panggungrejo (67.923) und Taman (86.006 Einw.). Diese gliedern sich weiter in 27 Dörfer urbanen (städtischen) Charakters (Kelurahan).

### Administrative Gliederung
| Code 2   | Kecamatan Distrikt | Fläche (km²) | Volkszählung 2020 1 | Volkszählung 2020 1 | Volkszählung 2020 1 | Anzahl der Kelurahan 6 | Kelurahan (Verwaltungssitz in kursiv)                                                                    |
| Code 2   | Kecamatan Distrikt | Fläche (km²) | Einwohner 3         | 0Dichte 40          | Sex Ratio 5         | Anzahl der Kelurahan 6 | Kelurahan (Verwaltungssitz in kursiv)                                                                    |
| -------- | ------------------ | ------------ | ------------------- | ------------------- | ------------------- | ---------------------- | --- |
| 35.77.01 | Kartoharjo         | 10,73        | 53.698              | 5.004,5             | 95,3                | 9                      | Kanigoro, Kartoharjo, Kelun, Klegen, Oro-Oro Ombo, Pilangbango, Rejomulyo, Sukosari, Tawangrejo          |
| 35.77.02 | Manguharjo         | 10,04        | 57.779              | 5.754,9             | 96,6                | 9                      | Madiun Lor, Manguharjo, Nambangan Kidul, Nambangan Lor, Ngegong, Pangongangan, Patihan, Sogaten, Winongo |
| 35.77.03 | Taman              | 12,46        | 83.698              | 6.717,3             | 95,3                | 9                      | Banjarejo, Demangan, Josenan, Kejuron, Kuncen, Mojorejo, Manisrejo, Pandean, Taman                       |
| 35.77    | Kota Madiun        | 33,23        | 195.175             | 5.873,5             | 95,7                | 27                     | |

## Demographie
Zur Volkszählung 2020 rangierte das Munizipium Madiun mit 195.175 Einwohnern auf Platz 59 in der Liste der bevölkerungsreichsten Städte. Durch Bevölkerungsfortschreibung wurden Ende 2021 201.453 Einwohner ermittelt, von denen 51,11 % weiblichen Geschlechts waren (102.972 Einw.). Die Bevölkerungsdichte belief sich auf 5.575,75 Personen pro Quadratkilometer. 91,14 Prozent der Einwohner waren Muslime, 5,57 % Protestanten, 2,9 % Katholiken und 0,29 % Buddhisten.
43,63 % der Bevölkerung waren ledig, 45,74 % verheiratet, 2,58 % geschieden und 9,05 % verwitwet.

## Geschichte
Madiun war im Jahre 1948 der Schauplatz eines Aufstandes (Madiun-Ereignisse), der durch Teile der Kommunistischen Partei Indonesiens (PKI) angeführt wurde. Dabei wurde unter anderem Manowar Musso getötet.

## Persönlichkeiten
- Lil Dagover (1887–1980), deutsche Bühnen- und Film-Schauspielerin
- Johannes C. G. Ottow (1935–2011), deutsch/niederländischer Mikrobiologe
- Hans Maier (1916–2018), niederländischer Wasserballspieler
- Manowar Musso (1898–1948), indonesischer Politiker
- Djoko Suyanto, indonesischer General und Politiker